# Clunio ponticus
Clunio ponticus är en tvåvingeart som beskrevs av Michailova 1980. Clunio ponticus ingår i släktet Clunio och familjen fjädermyggor. Inga underarter finns listade i Catalogue of Life.